# Eusandalum ibericum
Eusandalum ibericum är en stekelart som först beskrevs av Bolivar y Pieltain 1923.  Eusandalum ibericum ingår i släktet Eusandalum och familjen hoppglanssteklar. Inga underarter finns listade i Catalogue of Life.